# Амвросіївська міська рада
Амвро́сіївська міська́ ра́да — адміністративно-територіальна одиниця та орган місцевого самоврядування в Амвросіївському районі Донецької області. Адміністративний центр — місто Амвросіївка.

## Загальні відомості
- Територія ради: 19,4 км²
- Населення ради: 18 682 особи (станом на 1 січня 2014 року)

## Населені пункти
Міській раді підпорядковані населені пункти:
- м. Амвросіївка

## Склад ради
Рада складається з 30 депутатів та голови.
- Голова ради: Скляров Ігор Вікторович
- Секретар ради: Фролєнков Віктор Михайлович

### Керівний склад попередніх скликань
| Прізвище, ім'я, по батькові | Основні відомості                                                       | Дата обрання | Дата звільнення |
| --------------------------- | ----------------------------------------------------------------------- | ------------ | --------------- |
| Соколов Микола Іванович     | Міський голова, 1950 року народження, член Партії регіонів              | 26.03.2006   | 01.12.2007      |
| Скляров Ігор Вікторович     | Міський голова, 1964 року народження, освіта вища, безпартійний         | 30.03.2008   | 31.10.2010      |
| Скляров Ігор Вікторович     | Міський голова, 1964 року народження, освіта вища, член Партії регіонів | 31.10.2010   |                 |

Примітка: таблиця складена за даними сайту Верховної Ради України

### Депутати
За результатами місцевих виборів 2010 року депутатами ради стали:

#### За суб'єктами висування
| Суб'єкт висування           | Кількість обраних депутатів | %    |
| --------------------------- | --------------------------- | ---- |
| Партія регіонів             | 25                          | 83,3 |
| Комуністична партія України | 5                           | 16,7 |

#### За округами
| № округу                    | Прізвище, ім'я, по батькові       | Дата визнання обраним | Освіта             | Партійна приналежність            | Відомості про обраного депутата                                                                              |
| --------------------------- | --------------------------------- | --------------------- | ------------------ | --------------------------------- | --- |
| Комуністична партія України |                                   |                       |                    |                                   | |
| б/м                         | Зубков Олександр Миколайович      | 03.11.2010            | середня            | член Комуністичної партії України | тимчасово не працює                                                                                          |
| б/м                         | Тарасенко Микола Миколайович      | 03.11.2010            | середня            | член Комуністичної партії України | ООО «Ист -Фарм — Груп», юрист                                                                                |
| б/м                         | Липський Станіслав Олександрович  | 03.11.2010            | середня            | член Комуністичної партії України | тимчасово не працює                                                                                          |
| б/м                         | Лагоша Анатолій Павлович          | 03.11.2010            | вища               | позапартійний                     | СООО «Заря», директор                                                                                        |
| 6                           | Решетняк Анатолій Микитович       | 03.11.2010            | середня            | член Комуністичної партії України | пенсіонер |
| Партія регіонів             |                                   |                       |                    |                                   | |
| б/м                         | Давиденко Галина Юхимівна         | 03.11.2010            | вища               | член Партії регіонів              | Амвросіївська міська рада, секретар ради                                                                     |
| б/м                         | Сабіров Олександр Камільович      | 03.11.2010            | вища               | член Партії регіонів              | Станція швидкої медичної допомоги Амвросіївського району, головний лікар                                     |
| б/м                         | Жидков Вадим Олександрович        | 03.11.2010            | середня            | член Партії регіонів              | приватний підприємець                                                                                        |
| б/м                         | Мельников Євген Васильович        | 03.11.2010            | вища               | член Партії регіонів              | ООО «Промбудремонт», директор                                                                                |
| б/м                         | Погоржельський Григорій Юрійович  | 03.11.2010            | вища               | член Партії регіонів              | приватний підприємець                                                                                        |
| б/м                         | Терещенко Олег Васильович         | 03.11.2010            | вища               | член Партії регіонів              | ТОВ «Промцемент», директор                                                                                   |
| б/м                         | Подоляк Ірина Олексіївна          | 03.11.2010            | вища               | член Партії регіонів              | ТОВ «Промцемент», заступник директора з питань економіки і фінансів                                          |
| б/м                         | Єрмілова Катерина Володимирівна   | 03.11.2010            | вища               | член Партії регіонів              | Донецький національний університет економіки і торгівлі ім. М. Туган-Барановського, старший викладач кафедри |
| б/м                         | Заводовський Віктор Олександрович | 03.11.2010            | вища               | член Партії регіонів              | КП "Компанія «Вода Донбасу», заступник генерального директора                                                |
| б/м                         | Антонов Михайло Володимирович     | 03.11.2010            | середня            | член Партії регіонів              | приватний підприємець                                                                                        |
| б/м                         | Курєнна Тетяна Володимирівна      | 03.11.2010            | середня спеціальна | член Партії регіонів              | приватний підприємець                                                                                        |
| 1                           | Мальований Віктор Іванович        | 03.11.2010            | вища               | член Партії регіонів              | ТОВ «Амвросіївська птахофабрика», управляючий                                                                |
| 2                           | Рогожин Сергій Юрійович           | 03.11.2010            | вища               | член Партії регіонів              | Амвросіївська райдержадміністрація, начальник відділу з питань надзвичайних ситуацій                         |
| 3                           | Сошенко Алла Миколаївна           | 03.11.2010            | вища               | член Партії регіонів              | Дошкільний навчальний заклад № 9, завідувачка                                                                |
| 4                           | Сисенко Анатолій Михайлович       | 03.11.2010            | вища               | член Партії регіонів              | Амвросіївський професійний ліцей, директор                                                                   |
| 5                           | Токарев Сергій Вікторович         | 03.11.2010            | вища               | член Партії регіонів              | Амвросіївська ЦРЛ, завідувач хірургічного відділення                                                         |
| 7                           | Кузнецов Анатолій Олексійович     | 03.11.2010            | вища               | член Партії регіонів              | Водоканал, заступник директора                                                                               |
| 8                           | Горпинич Сергій Васильович        | 03.11.2010            | вища               | член Партії регіонів              | Тепломережа, директор                                                                                        |
| 9                           | Фроленков Віктор Михайлович       | 03.11.2010            | вища               | член Партії регіонів              | загальноосвітня школа № 2, директор                                                                          |
| 10                          | Мокрий Іван Григорович            | 03.11.2010            | середня            | член Партії регіонів              | Голова спілки афганців                                                                                       |
| 11                          | Ткаченко Андрій Віталійович       | 03.11.2010            | середня            | член Партії регіонів              | пенсіонер |
| 12                          | Цуцман Юрій Дмитрович             | 03.11.2010            | вища               | член Партії регіонів              | АІТ, директор                                                                                                |
| 13                          | Вінічук Людмила Вікторівна        | 03.11.2010            | середня            | член Партії регіонів              | Агрофірма «ВІКО», заступник директора                                                                        |
| 14                          | Владиченко Микола Геннадійович    | 03.11.2010            | середня            | член Партії регіонів              | ПП «АЖЕС», директор                                                                                          |
| 15                          | Бражник Ніна Іванівна             | 03.11.2010            | вища               | член Партії регіонів              | РСТ, Хлібозавод, директор                                                                                    |